# Битва при Авай
Битва при Авай (исп. La batalla de Avay) — второе сражение кампании Пикисири во время Парагвайской войны между войсками Тройственного альянса и парагвайской армией, которая произошла в декабре 1868 года у ручья Авай. Считается одной из наиболее кровавых битв на территории Южной Америки.

## Перед сражением
За неделю до битвы при Авай парагвайский авангард под командованием генерала Бернардино Кабальеро столкнулся с бразильской армией в битве при Итороро. После проигранного сражения парагвайские войска отступили к Вильете, переправились через реку Ипане и расположились лагерем в укрепленном месте, где их войска могли в относительной безопасности собраться с силами и подготовиться к новому сражению. Кашиас решил обойти фланги вражеских позиций и 7 декабря он двинулся в контрмарш на восток. Однако Кабальеро не обманулся и, отправив партизан атаковать бразильский авангард, отступил на юг, разбив лагерь у дороги, между Вильетой и Гуарамбаре. Солано Лопес приказал Кабальеро расположиться у подножия холма на берегу реки Авай.
На рассвете 9 декабря 1868 года бразильский авангард, бывший у моста Итороро, встретился с остальной частью имперской армии, которая начала марш к порту Ипане на левом берегу реки Парагвай, где Кашиас ожидал размещения дополнительных сил.

## Сражение

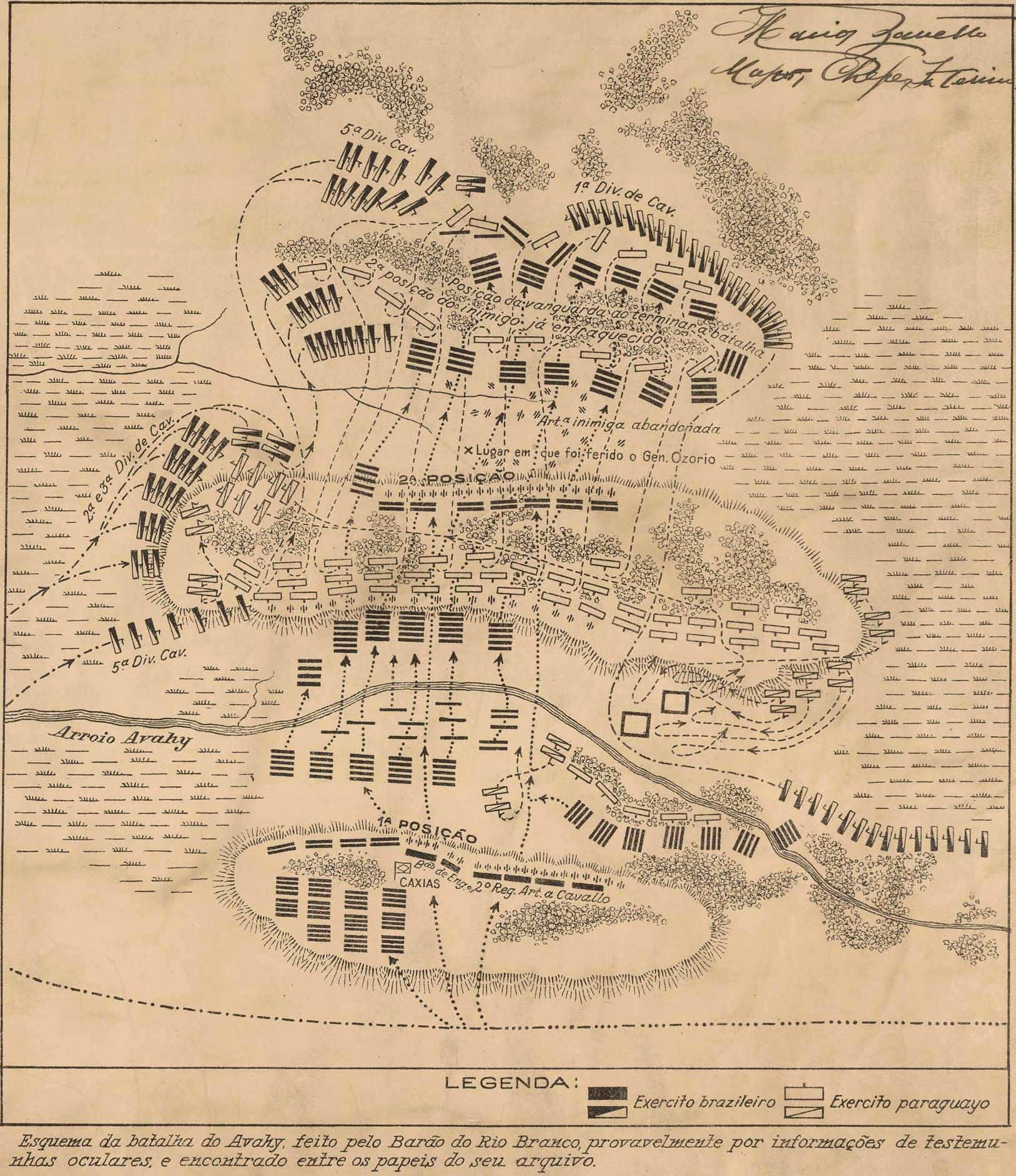
Карта-схема сражения.

Войска Тройственного альянса остановили своё продвижение там, где дорогу пересекал ручей Авай. Авангард союзных войск состоял из 3-го корпуса под командованием генерала Мануэла Луиса Осорио, в центре располагался 2-й корпус генерала Жозе Луиса Мена Баррету, арьергардом, в составе 1-го корпуса, командовал генерал Биттенкур. Под командованием Кашиаса также находилось несколько кавалерийских дивизий: 1-я дивизия генерала Жоао Мануэла Мена Баррето, 5-я дивизия полковника Жозе Антонио Корреа да Камара, 2-я и 3-я дивизии генерала Андраде Невеша.
Основная часть бразильской армии заняла позицию на восточном склоне холма, обращенного к броду, и разместила на вершине свою артиллерию, эффективно подавляя вражеские батареи. Когда начался обстрел парагвайских позиций, проливной дождь скрыл фланговые маневры кавалерии и затруднил использование парагвайских ружей, в основном кремневых. В 10 утра первая линия под командованием Осорио, состоящая из части 3-го корпуса и 5-й кавалерийской дивизии, начала наступление под яростным обстрелом. Сумев преодолеть брод, Осорио получил в подкрепление остальные части 3-го армейского корпуса, но встретил яростное сопротивление. Кашиас бросил на парагвайский левый фланг 2-й корпус и приказал генералу Биттенкуру следовать с 1-м корпусом как резервом. Общее наступление отбросило войска Кабальеро, которые, покинув холм, отошли на следующую высоту в тылу, бросив большую часть своей артиллерии. Кабальеро попытался построить 3500 выживших в каре. Под ударом окруживших бразильцев каре с четырьмя углами превратилось в кровавый круг. В последовавшей бойне почти все парагвайцы погибли. Атаки с флангов и в тыл 1-й, 2-й и 3-й кавалерийских дивизий отрезали им всякую возможность к отступлению.
После пяти часов сражения и полного разгрома войск противника бразильцы достигли Вильеты. Менее 50 человек оставшихся в живых бежали в Ломас Валентинас. Там Лопес собрал 3000 человек. Ещё 2000 человек было собрано в Пикисири и 700 человек в Ангостуре.

## Результаты
Настойчивое стремление Лопеса удерживать незащищенную позицию с разделенными войсками вместо того, чтобы объединить их и противостоять противнику в одной точке, было главной причиной потери его армии. Он дал бразильской армии в Вильете безопасную базу для операций и возможность связи с речной эскадрой.